# Agapanthia nicosiensis
Agapanthia nicosiensis — вид жесткокрылых из семейства усачей.

## Распространение
Распространён на Кипре.

## Описание
Жук длиной от 19 до 21 мм. Время лёта с марта по апрель.

## Развитие
Жизненный цикл вида длится один год. Кормовыми растениями являются различные виды травянистых.